# فورتمبيرغ
فورتمبيرغ, (بألمانية: Württemberg)، كانت تعرف سابقا باسم فورتمبرغ (بالألمانية: Wurtemberg), كانت منطقة دولية في السابق، تقع في جنوب غرب ألمانيا. وتضم أجزاء من منطقة شوابيا وفرنكونيا، كانت ولفترات قصير مركز رأس المال في شتوتغارت. ويقع مقر الحكومة في لودفيغسبورغ ويوراش، فورتمبيرغ الآن هي جزء من الدولة الألمانية.

## تاريخ
كانت تابعة للامبراطورية الرومانية المقدسة، وعندما تفككت الامبراطورية في عام 1806، أصبحت فورتمبيرغ مملكة في عهد فريدريك الأول. وفي عام 1918 أصبحت جمهورية واطلق عليها، دولة الشعب الحر فورتمبرغ. (بالإنجليزية: the Free People's State of Württemberg).
بعد الحرب العالمية الثانية، تم تقسيم فورتمبرغ بين الولايات المتحدة ومناطق الانتداب الفرنسي وأصبحت جزءا بين دولتين جديدتين: الأولى بادن فورتمبيرغ والثانية هوهنزولرن فورتمبرغ. بعد تشكيل جمهورية ألمانيا الاتحادية في عام 1949.

## المناخ
المناخ معتدل يكون بارد بين الجبال في الجنوب. متوسط درجة الحرارة تتراوح بين من 6 إلى 10 درجة مئوية (43-50 درجة فهرنهايت). الأمطار وفيرة وتمطر في العادة في فصل الصيف، ونظرا لطبيعة الأرض الخصبة كانت الزراعة المهنة الرئيسية في فورتمبيرغ.

## أعلام
- هاينريش فولمر
- فريدريك فون شميت
- سيمون لازاروس